# Mariä Opferung (Sigishofen)

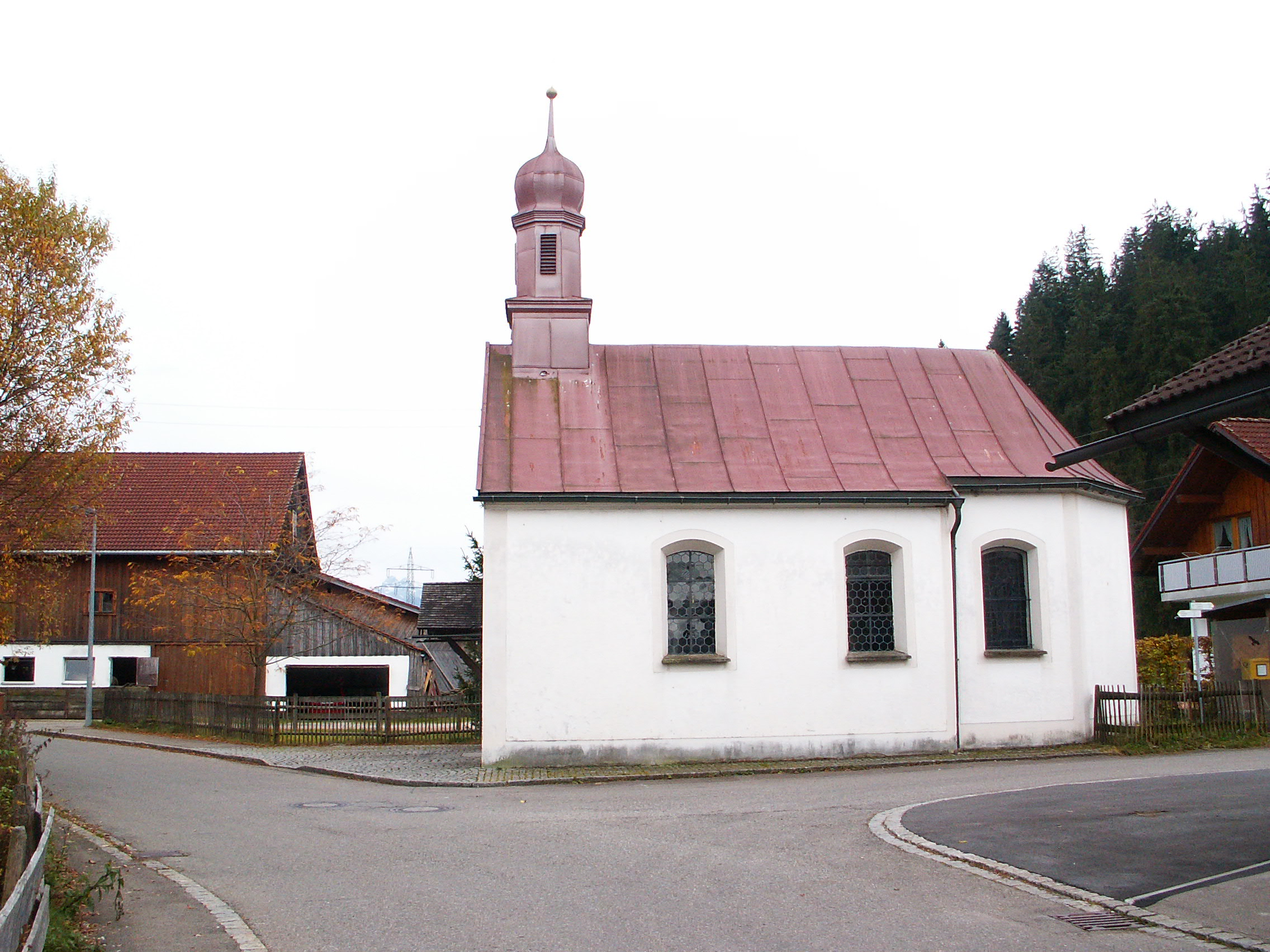
Mariä Opferung

Die Kapelle Mariä Opferung im Ofterschwanger Ortsteil Sigishofen ist ein Bau aus dem 18. Jahrhundert.

## Geschichte und Beschreibung
Die Kapelle wurde um 1770 erbaut und erhielt 1771 die Kreuzwegerlaubnis. Am 23. Juni 1777 folgte die Messerlaubnis. Weihbischof Wilhelm Joseph Leopold von Konstanz weihte die Kapelle am 29. Juli 1793. Die diesbezügliche Urkunde ist erhalten geblieben. Darin wird erwähnt, dass die Kapelle damals noch zur Pfarrei Seifriedsberg gehörte: „Wir machen bekannt und bezeugen vor den Anwesenden, daß wir im Jahr 1793 am 29. Tag des Monats Juli, in Sigishofen in der Pfarrei Seifriedsberg die Filialkirche und den Altar zu Ehren unserer Herrin, der hl. Jungfrau eingeweiht haben, und legen als Jahrtag der Weihe den Tag am Feste der Opferung der selben Herrin, unserer Jungfrau, fest. Wünschend also, daß die zuvor genannte Kirche mit entsprechenden Ehren bedacht wird und von den Christengläubigen zahlreich und fromm besucht wird, so gestatten wir denselben heute 1 Jahr und denen, die am Jahrtag der Weihe derselben sie besuchen, 40 Tage an wahrer Nachsicht in der kirchlichen Form.“ Trotz der einstigen Zugehörigkeit zu Seifriedsberg oblag die Obhut für diese Kapelle der Ortsgemeinde Sigishofen. 1966 ging die Kapelle in das Eigentum der Waldgenossenschaft Sigishofen über, doch seit 1988 ist mit der Diözese Augsburg vereinbart, dass das Gotteshaus von der Kirchenverwaltung betreut und unterhalten wird.
Der in der Weiheurkunde genannte Altar im Stil des Rokoko gehört nach wie vor zu den Ausstattungsstücken der Kapelle. Er enthielt in der Altarnische eine bekleidete Gottesmutter mit Kind auf dem Arm; diese Figur wurde im 19. Jahrhundert durch eine neue ersetzt. Rechts der Altarnische befindet sich ein Abbild des Franz von Assisi, links eines des heiligen Sebastian. Die Nische ist von Putten und Engelsköpfen umgeben.
An der rechten Innenwand der Kapelle ist eine Votivfigur des heiligen Wendelin befestigt, der vor einer liegenden Kuh kniet und seine rechte Hand mit segnender Gebärde nach deren Kopf ausstreckt. Eine Inschrift unter der Figurengruppe erläutert die Hintergründe: Im Jahr 1801 erfuhren die Sigishofener von einer Viehseuche, die manchen Bauern in der Umgebung seinen gesamten Viehbestand gekostet hatte, wandten sich hilfesuchend an Wendelin und verloren daraufhin nur 36 von 115 Stück Hornvieh. Gestiftet wurde die Votivgabe von Joseph Kappeler, der damals im Haus Nr. 6 in unmittelbarer Nachbarschaft der Kapelle wohnte.
Eine Figur des heiligen Christophorus befand sich einst in einer Nische über dem ostseitigen Eingang der Kapelle. Sie wurde in den Innenraum verbracht und mit Gedenktafeln für die Gefallenen des Zweiten Weltkriegs kombiniert. Ihren einstigen Platz nimmt nun ein Bildnis des heiligen Joseph ein, des Patrons der Zimmerleute. Christophorus, als Wasserheiliger verehrt, war für Bevölkerung von Sigishofen wohl ähnlich wichtig, da die Ortschaft regelmäßig durch die Hochwasserstände der Iller bedroht wurde. Dies änderte sich erst mit der Verstärkung der Illerdämme im Jahr 1910.
1950, 1953 und 1974 wurde die Kapelle renoviert, nach Feststellung von Feuchtigkeitsschäden wurde ab 1983 erneut eine Sanierung vorgenommen, bei der der Holzboden abgetragen, der Mittelgang mit bereits vorhandenen Steinplatten neu ausgelegt und der Untergrund im Innenraum mit Sickerkies gefüllt und mit Beton vergossen wurde. Der Vorplatz wurde gepflastert und ein Gehweg wurde angelegt. Die Kapellenfundamente wurden von außen freigelegt und saniert, ebenso wurde der Außenputz erneuert. Dabei entdeckte man einen Spruch aus dem Jahr 1864: „Die Arbeit ist des Menschen Brot, der blasse Tod raubt klein und groß, jung und alt, arm und reich, alles, alles ist ihm gleich.“